# Hanzade Doğan Boyner
Hanzade Doğan Boyner, née en 1973 à Istanbul, est une femme d'affaires turque, membre du conseil d'administration  du Doğan Holding, un groupe en grande partie créé par son père, Aydin Doğan.  Elle est plus spécifiquement vice-présidente de Doğan Gazetecilik, société qui détient des titres de presse, et présidente-fondatrice de Doğan Online, activité numérique du groupe, ayant des positions fortes sur le marché turque. 

## Biographie
Fille de l'entrepreneur Aydin Doğan, fondateur du conglomérat Doğan Holding, elle effectue ses études secondaires au lycée Saint-Benoît, un établissement francophone d'Istanbul, et poursuit des études supérieures à la London School of Economics.  Elle travaille ensuite pendant deux ans comme analyste financière chez  Goldman Sachs à Londres. Après cette première expérience professionnelle, elle reprend des études à New York, à l'université Columbia, et, le diplôme obtenu, revient en Turquie. 
En 2003,  elle devient vice-présidente de Doğan Gazetecilik, intervenant dans le domaine de la presse, chargée plus spécifiquement de la direction du Milliyet. Elle crée en 2005 Doğan Online, qui s'associe à Advanced Micro Devices (AMD) pour proposer sur le territoire turc et dans les pays proches des connexions internet à un prix abordable. Puis elle prolonge les activités de diversification du groupe familial dans le numérique en créant hepsiburada.com, plateforme de commerce en ligne. Elle a été également présidente de Petrol Ofisi, autre société du conglomérat familial, dans le domaine de l'énergie. Elle se marie en avril 2007 avec Osman Boyner. 
Avec ses trois sœurs, Arzuhan, Vuslat et Begüm, elle se bat pour le droit des femmes et pour le maintien d'une liberté de la presse en Turquie, dans un contexte politique tendu (même si, consciente de l'impact du numérique dans ce domaine, elle a contribué à réduire les effectifs sur les entreprises de presse traditionnelles au sein du groupe familial). « Ne le dites pas au président Erdoğan, mais je suis une féministe », proclame-t-elle. Elle est devenue la présidente de la Fondation Aydın Doğan, créée par son père, pour des activités philanthropiques, plus particulièrement dans le domaine de la formation. Elle a mis en place une campagne intitulée Papa, envoie-moi à l'école qui s'efforce d'éliminer les obstacles économiques et culturels dans l'éducation des jeunes femmes à travers la Turquie, proposant notamment des bourses et construisant des internats pour filles,. Mais elle a aussi réagi, de façon vive, aux propos de Donald Trump contre les musulmans.